# Sost
Sost is een gemeente in het Franse departement Hautes-Pyrénées (regio Occitanie) en telt 101 inwoners (2009). De plaats maakt deel uit van het arrondissement Bagnères-de-Bigorre.

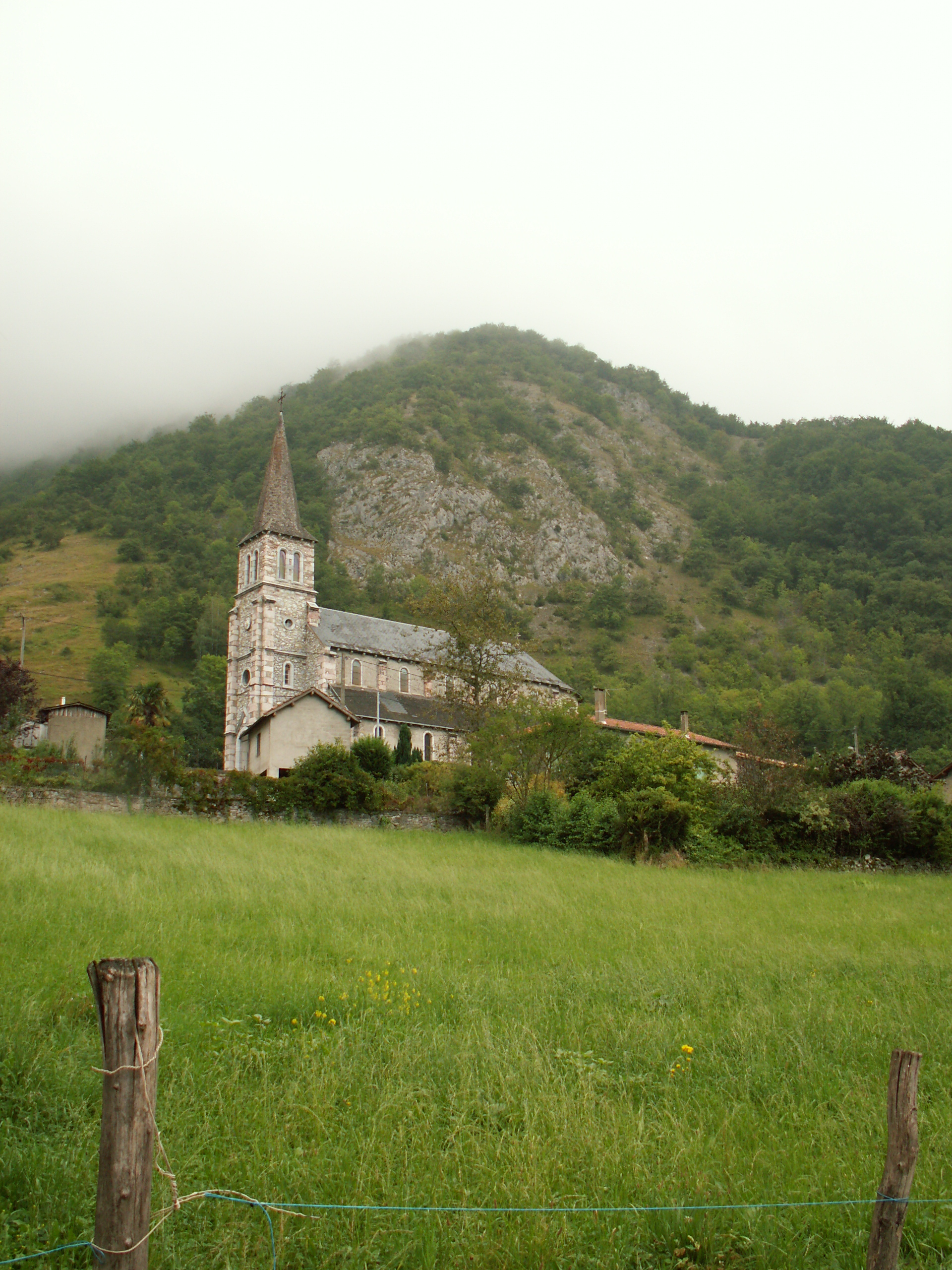
Kerk

## Geografie
De oppervlakte van Sost bedraagt 30,8 km², de bevolkingsdichtheid is dus 3,3 inwoners per km².

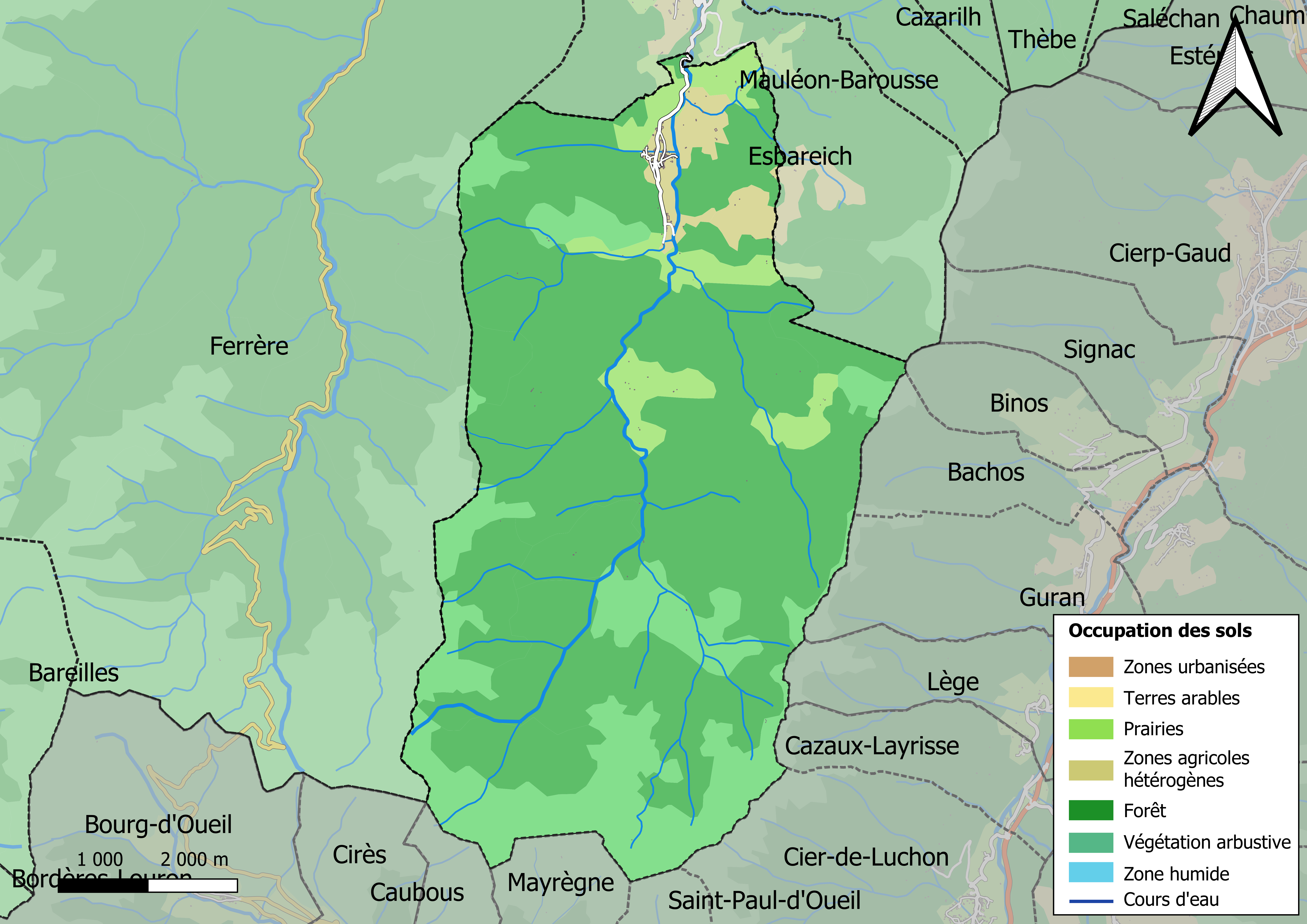
Kaart van de gemeente met belangrijkste infrastructuur, bodemgebruik en omliggende gemeenten

## Demografie
Onderstaande figuur toont het verloop van het inwonertal (bron: INSEE-tellingen).